# Victor Bolojan
Victor Bolojan (n. 6 noiembrie 1922, Aștileu, Bihor, România – d. 19 ianuarie 2004) a fost un politician comunist român, care a deținut funcții importante atât în administrația locală și centrală, cât și în serviciul diplomatic al României.

## Biografie
Victor Bolojan a urmat școala primară până la clasa a șaptea și, în 1937, a început o ucenicie ca tâmplar în fabrica Refractara din Aștileu. În timpul celui de-al Doilea Război Mondial, între 1943 și 1944, a fost mobilizat în Armata Regală Ungară. În 1946 a devenit membru al Partidului Comunist Român (PCR). În februarie 1949 a fost numit secretar pentru economie socialistă al comitetului sindical din Aleșd, iar ulterior, între 1949 și 1950, a fost secretar al unei subcomisii de verificare a membrilor de partid din cadrul comitetului de partid al județului Bihor.
După ce a urmat o școală de partid între februarie și august 1950, a ocupat funcția de prim-secretar al comitetului de partid din Oradea între 1950 și 1953. Ulterior, a fost secretar pentru agricultură al comitetului de partid din județul Bihor (1953-1956) și, din ianuarie 1956 până în august 1958, președinte al comitetului executiv al sfatului popular al județului Bihor. Între august 1958 și mai 1960 a revenit în funcția de prim-secretar al comitetului de partid din Oradea. În 1957 a fost ales pentru prima dată deputat în Marea Adunare Națională. A absolvit o facultate de drept și a fost prim-secretar al comitetului de partid al regiunii Crișana până la 5 august 1963.
După ce a urmat cursurile Școlii Superioare de Partid „Vladimir Ilici Lenin” a PCUS între septembrie 1963 și iulie 1965, a fost numit la 11 iulie 1966 în funcția de adjunct al șefului grupului teritorial de instructori ai Comitetului Central (CC) al PCR. Între 1968 și 19 aprilie 1973 a fost prim-secretar al comitetului de partid și, simultan, președinte al comitetului executiv al sfatului popular al județului Bihor. La Congresul al X-lea al PCR (6-12 august 1969) a fost ales membru al CC al PCR, funcție pe care a deținut-o până la Congresul al XII-lea al PCR (19-23 noiembrie 1979). În 1969 a fost reales deputat în Marea Adunare Națională. Între 26 aprilie 1973 și 25 noiembrie 1975 a fost secretar pe probleme de organizare al comitetului de partid al județului Bihor.
În cele din urmă, Victor Bolojan a intrat în serviciul diplomatic și a fost numit la 25 august 1976 ambasador în Republica Populară Ungară, îndeplinind această funcție până în 1 iunie 1984. Ulterior, la 4 martie 1985, a fost trimis ca ambasador în Cuba, ocupând acest post până la 5 aprilie 1989. În același timp, între 17 iulie 1985 și 5 aprilie 1989, a fost acreditat și ca ambasador în Nicaragua.
Pentru activitatea sa îndelungată, a fost distins cu numeroase ordine și medalii, printre care Ordinul Muncii clasa a III-a (1954), „Steaua Republicii Populare Romîne” clasa a V-a (1957), Ordinul „23 August” clasa a IV-a (1959), Ordinul Muncii clasa I (1962), Ordinul „Tudor Vladimirescu” clasa a IV-a (1967) și „Steaua Republicii Socialiste România” clasa a II-a (1971).

## Distincții
- Medalia Muncii (22 august 1952) „pentru merite deosebite în munca de Partid și de Stat în legătură cu întărirea economică și financiară a țării”[2]
- Ordinul Muncii clasa a III-a (21 august 1954) „pentru merite deosebite pe tărîmul construcției de stat, economice, sociale și culturale, cu ocazia celei de a zecea aniversări a eliberării patriei noastre”[3]
- Ordinul „Steaua Republicii Populare Romîne” clasa a V-a (30 decembrie 1957) „cu ocazia celei de a zecea aniversări a proclamării Republicii Populare Romîne și pentru merite deosebite în îndeplinirea sarcinilor date de Partidul Muncitoresc Romîn, pentru merite deosebite pe tărîmul construcției de stat, economice, sociale, culturale și obștești”[4]
- Ordinul „23 August” clasa a IV-a (12 august 1959) „pentru merite deosebite în opera de construire a socialismului”[5]
- Medalia „40 de ani de la înființarea Partidului Comunist din Romînia” (6 mai 1961) „pentru merite în activitatea de partid și întărirea regimului democrat-popular”[6]
- Ordinul Muncii clasa I (4 aprilie 1962) „pentru merite deosebite în munca de colectivizare a agriculturii și întărirea economico-organizatorică a gospodăriilor agricole colective”[7]
- Ordinul „Tudor Vladimirescu” clasa a IV-a (25 decembrie 1967) „pentru merite deosebite în opera de construire a socialismului, cu prilejul celei de-a XX-a aniversări a proclamării Republicii”[8]
- Ordinul „Steaua Republicii Socialiste România” clasa a II-a (4 mai 1971) „cu prilejul aniversării a 50 de ani de la constituirea Partidului Comunist Român, [...] pentru merite deosebite în opera de construire a socialismului”[9]